# Serge Patient
Pour les articles homonymes, voir Patient (homonymie).
Serge Patient est un homme de lettres et homme politique français né à Cayenne le 23 mars 1934 et mort le 19 janvier 2021 dans la commune de Matoury à l'âge de 86 ans,. Cette figure guyanaise a présidé le Conseil régional de la Guyane de 1974 au 28 janvier 1980

## Biographie
Serge Patient est né dans une famille d'enseignants où ses parents deviennent tous les deux chefs d'établissements et déménagent à plusieurs reprises dans différentes communes de la Guyane en fonction de leurs affectations. Son père Jules Patient est aussi un militant SFIO. Serge Patient part en France suivre des études de Lettres comme la plupart de ses compatriotes Guyanaiset s'implique dans le mouvement étudiant guyanais en métropole, en fondant le  Comité guyanais d’actions sociale et politique en septembre 1955 à Paris. De retour dans son pays natal, ce dernier exerce le métier de professeur d'espagnol au lycée Félix Eboué sur l'ile de Cayenne.
En 1965, Serge Patient se présente aux élections cantonales sous l'étiquette de l'Union du peuple guyanais, dont il est par ailleurs le fondateur, mais n'est pas élu.
Il devient ensuite principal du collège de Kourou de 1970 à 1974, proviseur du lycée d'enseignement général et technologique Gaston-Monnerville situé à Kourou et enfin, devient médiateur académique de l'Éducation nationale en 2002.
Patient est également un militant de l'U.P.G (Union du peuple Guyanais) et est élu conseiller général de la Guyane Française et maire-adjoint de la municipalité de Kourou jusqu'en 1995.
Il entame sa carrière d'écrivain en 1967 avec le livre de poèmes "Le Mal du pays". Dans cette œuvre poétique, Patient dénonce les mots du passé et du présent. Il fustige l'esclavage, l'assimilation culturelle, le colonialisme mais aussi l'indolence du peuple guyanais, sans manque de combativité.
1972 est l'année de la première parution de son livre :“Le Nègre du Gouverneur”. Ce dernier est réédité une première fois en 1978 chez l'Harmattan, puis une seconde fois en mai 2001. En novembre 2001, Serge Patient se voit attribuer le Prix Carbet de la Caraïbe et du Tout-Monde avec l'unanimité du jury. Grâce notamment à ce prix reçu en novembre, le livre s'écoule à 1 500 exemplaires . L'auteur dresse dans ce livre le portrait d'une période cruciale dans l'histoire de la Guyane.
Par le biais de sa chronique coloniale "Le Nègre du Gouverneur" publiée en 1978, Serge Patient entre dans l'univers et l'imaginaire collectif guyanais. Il invite le lecteur à partager le quotidien de l'esclave noir D'chimbo, à lever des pans de voile de la société sur le fonctionnement de " la bonne société", à entendre à mi-voix ses secrets d'alcôve, à entrevoir ses jeux grotesques ou plaisants et la binarité du monde représenté. L'imaginaire et le réel sont convoqués sur le devant de la scène et grossièrement caricaturés.
Il publie aussi d'autres poèmes comme “Guyane pour tout dire“ et un essai : “ Créole: langue, culture et identité”, ainsi que de nombreuses critiques dans “Conscience Guyanaise”. Dans toutes ses œuvres, il lance un regard réaliste, bouleversant et sensible sur la recherche de l'identité culturelle des Guyanais. Avec des thèmes comme l'esclavage, le marronnage, l'indépendance, l'autonomie et la négritude, il invite au voyage et à la découverte des déchirures et des mouvances d'un peuple confronté à son histoire et parfois même confronté au propre oubli de son histoire.
Serge Patient, dans ses œuvres, traite de la Guyane et ses écrits répondent à l'horizon des attentes des lecteurs. De fait, son écriture demeure encore aujourd'hui avant tout aux services d'une cause, d'une cause réelle. Il propose également une réflexion sociolinguistique sur la société guyanaise. L'évolution historique de la langue créole serait celle d'un sabir, surgi de la nécessité d'inventer un outil de communication entre deux groupes antagonistes: les Maîtres et les Esclaves. Dès le milieu du dix-septième siècle apparaîtrait une situation de diglossie, ou coexistent alors la langue dominante du maître et la langue dominée mais incontournable de l'esclave. L'auteur tente alors d'analyser comment les Créoles guyanais ont ressenti et ressentent encore cette situation de la diglossie français-créoles.
Comment, dès lors, réussir à dépasser sa condition tout en restant soi-même ? Comment s’affranchir sans renier son peuple ?

## Résumé du livreLe nègre du gouverneur
Le nègre du gouverneur est un récit romanesque qui se tisse d'ailleurs autour de l'un de ces travailleurs, un personnage historique et emblématique, le nègre D'chimbo. Celui-ci se retrouve face à un représentant de l'administration coloniale, le gouverneur Victor Hugues, chef de la colonie de 1800 à 1809. L'histoire ne se déroule plus en 1858 mais en 1804. Cette transformation est appelée transposition diégétique par le critique littéraire et théoricien de la littérature française Gérard Genette.
D'chimbo, dit le "Rongou", issu d'une tribu gabonaise, est arrivé en Guyane à titre d'ouvrier agricole et s'est vu imputé, peu de temps après son arrivée, de nombreux crimes et délits. D'un être réel, il est devenu par là-même un être de papier, un personnage de la littérature guyanaise qui hante l'imaginaire et les délires fantastiques d'une population régionale. Cet Africain, comme le souligne l'historien Serge Mam Lam Fouck, "débarqua à Cayenne le 26 septembre 1858" et pour les besoins  de l'exploitation aurifère, "il fut engagé par la Compagnie Aurifère et Agricole de l'Approuague".
Par la suite, D'chimbo est nommé sergent des chasseurs noirs par le gouverneur Victor Hugues, c'est un brigand, un voleur de femmes, un homme laid. Ce dernier, a une ambition celle de gravir les marches qui lui rapproche du sommet c'est-à-dire "Le blanc". À la fois séduit et rebuté par une société à laquelle il n’appartient pas de naissance et dont il goûte les délices dans les bras d’une blanche, il découvre la soif de pouvoir. Elle va l’inciter à trahir les siens tout en gardant la fierté de ses origines : il est nommé sergent de la garde créée pour lutter contre les marrons, ses frères insurgés qui refusent l’esclavage. Si l’ambiguïté règne dans son cœur, il tente de faire les bons choix. D'chimbo et le gouverneur sont représentés à la fois comme des personnages imaginaires et réels sur la sellette, caricaturés et au faite de l'excès.

## Œuvres
- Le Nègre du gouverneur. Chronique coloniale de la Guyane, L'édition originale de ce roman a été publié en 1972 chez P. J. Oswald à Honfleur ; réédition chez L'édition L'Harmattan en 1978 et une autre réédition en 2001 par les éditions Ibis Rouge.
- Le Mal du pays, poèmes, édité par Poètes de notre temps, 1967[10].
- Guyane pour tout dire, poèmes, Paris : Éditions caribéennes  1980
- Créole. Langue, culture et identité, essai, 1986.

## Distinctions
- Prix Carbet de la Caraïbe et du Tout-Monde en 2001 pour l’ensemble « d’une œuvre au service du peuple guyanais »